# 约翰·弗拉纳根 (田径运动员)
约翰·弗拉纳根（英語：John Flanagan，1868年1月28日—1938年6月3日），美国男子田径运动员。他曾代表美国参加1900年、1904年和1908年夏季奥林匹克运动会田径比赛，共获得三枚金牌和一枚银牌。